# 丹野祐樹
丹野 祐樹（たんの ゆうき、1980年7月20日 - ）は、宮城県仙台市出身の元プロ野球選手（投手）。

## 来歴・人物
仙台高では第80回全国高等学校野球選手権大会に出場。エースとして登板したが1回戦で、のちに準優勝する京都成章高校に10－7で敗れた。バスケットボール選手の柏倉秀徳は高校の同期である。
1998年のドラフト会議でヤクルトスワローズに7位指名され入団。松坂世代の一人である。
4年間で1軍登板はなく、2002年に戦力外通告となった。
武器はスライダー、フォーク、シュート。
引退後はヤクルトで打撃投手を2014年まで務め、その後は球団職員としてランドリー業務を担当している。

## 詳細情報

### 年度別投手成績
- 一軍公式戦出場なし

### 背番号
- 59 （1999年 - 2002年）
- 91 （2003年 - 2009年）
- 107 （2010年 - ）